# Боровицький район
Боровицький район (рос. Боровичский район) — муніципальне утворення у складі Новгородської області Росії. Адміністративний центр — місто Боровичі.

## Географія
Площа території — 3137,9 км². Район розташований в південно-східній частині Новгородської області, на Валдайській височині. Важливою формою рельєфу району є Мстинська западина яка розділяє Валдайську височину на Валдайську гряду на півдні і Тихвинську гряду на півночі.
Район межує на заході — з Окуловським, на північному заході — з Любитинським, на північному сході з Хвойнинським, на сході з — Мошенським муніципальними районами Новгородської області, на півдні з Бологовським муніципальним районом Тверській області і на південному сході з Удомельським муніципальним районом Тверській області.
Основна річка — Мста.

### Охорона природи
На території Боровицького району створено державний природний заказник «Перелуцький» комплексного, біологічного профілю, загальною площею 6,43 тис. га. Під охороною перебувають низовинні болота, заплавні луки й ліси, озеро Болоньє. На межі Боровицького, Хвойнинського і Любитинського районів державний природний заказник «Карстові озера» комплексного, гідрологічного профілю, загальною площею 17,7 тис. га. Під охороною перебувають ліси і більше 10 карстових озер.
У 2000-х роках на території колишнього мисливського заказника, з метою збереження і відтворення чисельності окремих видів диких тварин та середовища їх проживання, на площі 12,8 тис. га було створено Боровицький державний біологічний природний заказник під контролем Комітету мисливського і рибного господарства Новгородської області. 2008 року Новгородською обласною думою з нього було знято охоронний статус.
На території Боровицького району створено 21 пам'ятку природи на площі більше 1,4 тис. га, 7 комплексного профілю (ландшафтні), 4 геологічного (геоморфологічного), 6 гідрологічного, 6 біологічного (ботанічного).
| №  | Назва                                     | Тип                      | Площа (га) | Розташування                                   | Створення                                         | Дата                 | Характеристика | Фото |
| -- | ----------------------------------------- | ------------------------ | ---------- | ---------------------------------------------- | ------------------------------------------------- | -------------------- | --- | ---- |
| 1  | Абросимівський бір                        | комплексна               | 43,7       | Травковське сільське поселення                 | Постанова Новгородської обласної думи № 409-ОД    | 29 липня 1996 року   | Сосновий бір. |      |
| 2  | Бобровські гори                           | геологічна               | 212,5      | Железковське сільське поселення                | Постанова Новгородської обласної думи № 409-ОД    | 29 липня 1996 року   | Камові пагорби з рідкісними і зникаючими рослинами на них. |      |
| 3  | Волгіно                                   | ботанічна, геологічна    | 43,7       | Сушанське сільське поселення, присілок Волгіно | Розпорядження виконкому ради депутатів НО № 613-р | 23 вересня 1977 року | Виходи на поверхню корінних гірських порід в долині Мсти. Рідкісні види рослин. |      |
| 4  | Озеро Пірос                               | комплексна               | 800        | Железковське сільське поселення                | Розпорядження виконкому ради депутатів НО № 613-р | 23 вересня 1977 року | Комплекс акваторії озера Пірос і навколишніх прибережних аквальних природних комплексів. Рідкісні види рослин. Неолітичні археологічні пам'ятки. |      |
| 5  | Водоспад на Чалпі                         | гідрологічна             | 13,16      | Передське сільське поселення                   | Постанова Новгородської обласної думи № 409-ОД    | 29 липня 1996 року   | Каньйон річки Чалпа, виходи корінних порід, водоспад. |      |
| 6  | Водоспад в гирлі Поноретки                | гідрологічна             | ~          | Опеченське сільське поселення                  | Рішення виконкому НО № 610                        | 28 жовтня 1974 року  | Виходи корінних порід, відслонення на берегах річки Мста, гроти і водоспад в гирлі її притоки, річки Поноретка. Суха долина Поноретки, що зникає в карстових понорах, окремі карстові воронки. Рідкісні й зникаючі види рослин і тварин. Об'єкти культурної спадщини. |      |
| 7  | Опеченсько-посадський дендрологічний парк | ботанічна                | 0,19       | Опеченське сільське поселення                  | Постанова Новгородської обласної думи № 250-ОД    | 27 вересня 1995 року | Дендрологічний парк з колекцією місцевих й екзотичних видів рослин. |      |
| 8  | Діброва в присілку Дубки                  | комплексна               | 50         | Єгольське сільське поселення                   | Рішення виконкому облради НО № 30                 | 18 січня 1991 року   | Діброви паркового типу з домішкою осини, липи та берези; ліщина та шипшина в ярусі підліску; густе різнотрав'я на галявинах. |      |
| 9  | Джерело «Святинька»                       | гідрологічна             | ~          | Опеченське сільське поселення                  | Постанова Новгородської обласної думи № 409-ОД    | 27 липня 1996 року   | Природне джерело, що має культурну цінність. |      |
| 10 | Карстова воронка                          | геологічна               | ~          | Опеченське сільське поселення                  | Рішення виконкому облради НО № 30                 | 18 січня 1991 року   | Своєрідна карстова форма рельєфу. |      |
| 11 | Карстові озера Криве, Біле, Грязне        | комплексна               | 112,5      | Опеченське сільське поселення                  | Постанова Новгородської обласної думи № 409-ОД    | 27 липня 1996 року   | Гідрологічний комплекс карстових озер Криве, Біле, Грязне. |      |
| 12 | Карстова річка Серебрянка                 | комплексна               | 22         | Волокське сільське поселення                   | Постанова Новгородської обласної думи № 409-ОД    | 27 липня 1996 року   | Гідрологічно-геоморфологічний комплекс річкової долини карстової річки Серебрянка. |      |
| 13 | Лісове урочище «Кедрачі»                  | ботанічна                | ~          | Сушиловське сільське поселення                 | Рішення виконкому облради НО № 30                 | 18 січня 1991 року   | Гай кедру сибірського. |      |
| 14 | Озеро Брусничне                           | комплексна               | 110,5      | Кончансько-Суворовське сільське поселення      | Постанова Новгородської обласної думи № 409-ОД    | 27 липня 1996 року   | Комплексний ландшафтно-гідрологічний об'єкт карстового озера і карстового рельєфу (карстова воронки й лійки). Типові рослинні біоценози боліт, соснові бори. Рідкісні види тварин і рослин.                                                                           |      |
| 15 | Плужинська озова гряда                    | геологічна               | 9,4        | Передське сільське поселення                   | Постанова Новгородської обласної думи № 409-ОД    | 27 липня 1996 року   | Реліктова льодовикова форма рельєфу — озова гряда. |      |
| 16 | Джерело Ключок                            | гідрологічна             | 6,1        | Передське сільське поселення                   | Постанова Новгородської обласної думи № 409-ОД    | 27 липня 1996 року   | Джерело з навколишнім комплексом болотної рослинності. |      |
| 17 | Ручай В'юн і лівобережжя Круппи           | гідрологічна             | 7          | Железковське сільське поселення                | Постанова Новгородської обласної думи № 409-ОД    | 27 липня 1996 року   | Ручав'я ручая В'юн з водоспадами та відслоненнями корінних порід по берегах річки Круппа. |      |
| 18 | Сибірський кедр                           | ботанічна                | ~          | Сушиловське сільське поселення                 | Рішення виконкому облради НО № 30                 | 18 січня 1991 року   | Окреме дерево сосни сибірської (Pinus sibirica Du Tour). |      |
| 19 | Сосна балканська (румелійська)            | ботанічна                | ~          | Волокське сільське поселення                   | Постанова Новгородської обласної думи № 409-ОД    | 27 липня 1996 року   | Окреме дерево сосни балканської (Pinus peuce). |      |
| 20 | Урочище «Софія» з карстовим озером        | комплексна, гідрологічна | 15,6       | Кончансько-Суворовське сільське поселення      | Постанова Новгородської обласної думи № 409-ОД    | 27 липня 1996 року   | Рельєф озової гряди з карстовими джерелами. Рідкісні та зникаючі види тварин та рослин. |      |
| 21 | Ясеневий гай                              | ботанічна                | ~          | Опеченське сільське поселення                  | Рішення виконкому облради НО № 30                 | 18 січня 1991 року   | Цінні рослинні асоціації рідкісних рослин Мар'їнського ясеневого гаю. |      |

## Муніципально-територіальний устрій
У складі муніципального району 1 міське і 10 сільських поселеннь, які об'єднують 324 населених пункти, що перебувають на обліку (разом із залишеними).
| Муніципальне утворення                    | Адмінцентр                  | Кількість населених пунктів | Населення (осіб, 2017 рік) | Площа (км²) | Карта |
| ----------------------------------------- | --------------------------- | --------------------------- | -------------------------- | ----------- | --- |
| місто Боровичі                            | Боровичі                    | 1                           | 48 858▼                    | 45,41       | Боровичі Волок Йогла Желєзково Кончанське-Суворовське Опеченський Посад Перьодки Прогресс Коєгоща Сушилово Травково |
| Волокське сільське поселення              | село Волок                  | 44                          | 1097▲                      | 389,58      | Боровичі Волок Йогла Желєзково Кончанське-Суворовське Опеченський Посад Перьодки Прогресс Коєгоща Сушилово Травково |
| Йогольське сільське поселення             | село Йогла                  | 13                          | 1220▲                      | 105,20      | Боровичі Волок Йогла Желєзково Кончанське-Суворовське Опеченський Посад Перьодки Прогресс Коєгоща Сушилово Травково |
| Желєзковське сільське поселення           | село Желєзково              | 45                          | 2144▼                      | 302,06      | Боровичі Волок Йогла Желєзково Кончанське-Суворовське Опеченський Посад Перьодки Прогресс Коєгоща Сушилово Травково |
| Кончансько-Суворовське сільське поселення | село Кончанське-Суворовське | 38                          | 626▼                       | 497,20      | Боровичі Волок Йогла Желєзково Кончанське-Суворовське Опеченський Посад Перьодки Прогресс Коєгоща Сушилово Травково |
| Опеченське сільське поселення             | село Опеченський Посад      | 45                          | 1642▼                      | 701,70      | Боровичі Волок Йогла Желєзково Кончанське-Суворовське Опеченський Посад Перьодки Прогресс Коєгоща Сушилово Травково |
| Перьодське сільське поселення             | село Перьодки               | 34                          | 1791▼                      | 447,70      | Боровичі Волок Йогла Желєзково Кончанське-Суворовське Опеченський Посад Перьодки Прогресс Коєгоща Сушилово Травково |
| Прогресське сільське поселення            | селище Прогресс             | 29                          | 2465▲                      | 183,00      | Боровичі Волок Йогла Желєзково Кончанське-Суворовське Опеченський Посад Перьодки Прогресс Коєгоща Сушилово Травково |
| Сушанське сільське поселення              | село Коєгоща                | 20                          | 2050▲                      | 134,00      | Боровичі Волок Йогла Желєзково Кончанське-Суворовське Опеченський Посад Перьодки Прогресс Коєгоща Сушилово Травково |
| Сушиловське сільське поселення            | село Сушилово               | 22                          | 465▼                       | 100,40      | Боровичі Волок Йогла Желєзково Кончанське-Суворовське Опеченський Посад Перьодки Прогресс Коєгоща Сушилово Травково |
| Травковське сільське поселення            | селище Травково             | 33                          | 751▼                       | 230,20      | Боровичі Волок Йогла Желєзково Кончанське-Суворовське Опеченський Посад Перьодки Прогресс Коєгоща Сушилово Травково |

Законом Новгородської області № 715-ОЗ від 30 березня 2010 року, який набрав чинності 12 квітня 2010 року, були об'єднані:
- Волокське і Кіровське сільські поселення в єдине Волокське сільське поселення з адміністративним центром в селі Волок;
- Желєзковське, Плавковське і Реченське сільські поселення в єдине Желєзковське сільське поселення з адміністративним центром в селі Желєзково;
- Кончансько-Суворовське й Удинське сільські поселення в єдине Кончансько-Суворовське сільське поселення з адміністративним центром в селі Кончанське-Суворовське;
- Опеченське і Перелуцьке сільські поселення в єдине Опеченське сільське поселення з адміністративним центром в селі Опеченський Посад;
- Перьодське і Починно-Сопкинське сільські поселення в єдине Перьодське сільське поселення з адміністративним центром в селі Перьодкі.

## Економіка

### Гірництво
На території району ведеться відкрита розробка корисних копалин підприємствами будівельних матеріалів (Боровицький завод силікатної цегли, Боровицький завод вогнетривів, Боровицький завод будівельних матеріалів, ТОВ «Огнеупорснабсервис»), транспортними підприємствами (Боровицька механізована колона); ТОВ «Русь», «Солид», «Стройматериалы»; Боровицьке кар'єрне управління. Розробка ведеться відкритим способом на таких родовищах і в кар'єрах:
- Пісок будівельний: Круппське (за 5 км на південний схід від залізничної станції Травково), Пєтухово (за 3 км на південь від села Пєтухово), Сутоки (поблизу села Сутоки), Пірусс (поблизу села Пірусс), Трьомово (поблизу села Трьомово).
- Піщано-гравійний матеріал (ПГМ, ПГС): Сутоки (поблизу села Сутоки), Пєтуховське (за 15-25 км на схід від Боровичів), Коровкіно-2 (поблизу села Коровкіно).
- Валунно-гравійно-піщаний матеріал (ВГПМ, ВГПС): Пєтуховське (за 3 км на південний схід від Пєтухово).
- Глини будівельні та вогнетривкі: Боровицьке (поблизу міста Боровичі), Пєтуховське (за 15 км від міста Боровичі), Пригородний (за 4 км на північний схід від села Шиботово)[14].

### Промисловість
Головні системоутворюючі підприємства Боровицького району:
- Боровицький завод вогнетривів — виготовлення вогнетривких виробів, переважно для металургійної та енергетичної галузей.
- «Полимермаш» — машинобудівне підприємство, виготовлення спецзасобів та окремих деталей.
- ТОВ «Трак сервис» — виготовлення автомобільної техніки.
- ТОВ «Темп» — виготовлення виробів з дроту.
- ТОВ «Вилина» — виготовлення пластмасових та гумових виробів.
- «Металлопластмасс» — виготовлення гофрованого картону та інших пакувальних матеріалів.
- Вельгійська паперова фабрика.
- ТОВ «Элегия» — виготовлення меблів.
- Боровицький комбінат будівельних матеріалів.
- Завод силікатної цегли.
- ТОВ «Спецтранс» — комунальне підприємство.